# Újléta
Újléta è un comune dell'Ungheria di 1.093 abitanti (dati 2001). È situato nella contea di Hajdú-Bihar.